# رجکووو
رجکووو (به لهستانی:  Redzikowo) یک روستا در لهستان است که در گمینا سووپسک واقع شده‌است. رجکووو ۱۶٫۵۷ کیلومتر مربع مساحت و ۴۰۵ نفر جمعیت دارد.